# JS Tokiwa (AOE-423)
Pour les articles homonymes, voir Tokiwa.
 (février 2021).
Le JS Tokiwa (AOE-423) est un navire de la classe Towada (en) de la force maritime d'autodéfense japonaise. Il a été mis en service le 12 mars 1990.

## Annexe